# Elezioni comunali in Toscana del 1998
Le elezioni comunali in Toscana del 1998 si tennero il 24 maggio (con ballottaggio il 7 giugno), e il 29 novembre (con ballottaggio il 13 dicembre).

## Elezioni del maggio 1998

### Lucca

#### Camaiore
| Candidati                   | Candidati                   | Voti                        | %     | Liste                                                          | Voti   | %     | Seggi |
| --------------------------- | --------------------------- | --------------------------- | ----- | -------------------------------------------------------------- | ------ | ----- | ----- |
|                             | Cristiano Ceragioli         | 11.327                      | 60,99 | Democratici di Sinistra                                        | 3.712  | 26,51 | 9     |
| Rifondazione Comunista      | Cristiano Ceragioli         | 11.327                      | 60,99 | 2.301                                                          | 16,43  | 5     |       |
| Partito Popolare Italiano   | Cristiano Ceragioli         | 11.327                      | 60,99 | 1.620                                                          | 11,57  | 3     |       |
| Federazione dei Verdi       | Cristiano Ceragioli         | 11.327                      | 60,99 | 418                                                            | 2,99   | 1     |       |
|                             | Riccardo Bonuccelli         | 7.244                       | 39,01 | Centro Cristiano Democratico-Cristiani Democratici Uniti-Altri | 2.025  | 14,46 | 4     |
| Forza Italia                | Riccardo Bonuccelli         | 7.244                       | 39,01 | 2.014                                                          | 14,38  | 4     |       |
| Alleanza Nazionale          | Riccardo Bonuccelli         | 7.244                       | 39,01 | 1.911                                                          | 13,65  | 3     |       |
| Seggio al candidato sindaco | Seggio al candidato sindaco | Seggio al candidato sindaco | 39,01 | 1                                                              |        |       |       |
| Totale                      | Totale                      | 18.571                      | 100   |                                                                | 14.001 | 100   | 30    |

#### Lucca
| Candidati                            | Candidati                               | Voti                        | %     | Liste                              | Voti   | %     | Seggi |
| ------------------------------------ | --------------------------------------- | --------------------------- | ----- | ---------------------------------- | ------ | ----- | ----- |
|                                      | Pietro Fazzi Accede al ballottaggio     | 18.846                      | 39,07 | Alleanza Nazionale                 | 7.001  | 17,22 | 9     |
| Forza Italia                         | Pietro Fazzi Accede al ballottaggio     | 18.846                      | 39,07 | 6.307                              | 15,51  | 8     |       |
| Centro Cristiano Democratico         | Pietro Fazzi Accede al ballottaggio     | 18.846                      | 39,07 | 2.503                              | 6,15   | 3     |       |
| Innovatori - Caccia Pesca Ambiente   | Pietro Fazzi Accede al ballottaggio     | 18.846                      | 39,07 | 302                                | 0,74   | -     |       |
|                                      | Antonio Rossetti Accede al ballottaggio | 13.350                      | 27,68 | Democratici di Sinistra            | 2.965  | 7,29  | 2     |
| Partito Popolare Italiano            | Antonio Rossetti Accede al ballottaggio | 13.350                      | 27,68 | 2.911                              | 7,16   | 2     |       |
| Federazione dei Verdi - La Rete      | Antonio Rossetti Accede al ballottaggio | 13.350                      | 27,68 | 2.003                              | 4,93   | 2     |       |
| Partito della Rifondazione Comunista | Antonio Rossetti Accede al ballottaggio | 13.350                      | 27,68 | 1.977                              | 4,86   | 2     |       |
| Lista civica                         | Antonio Rossetti Accede al ballottaggio | 13.350                      | 27,68 | 919                                | 2,26   | -     |       |
| Ambiente e Futuro                    | Antonio Rossetti Accede al ballottaggio | 13.350                      | 27,68 | 581                                | 1,43   | -     |       |
| Seggio al candidato sindaco          | Seggio al candidato sindaco             | Seggio al candidato sindaco | 27,68 | 1                                  |        |       |       |
|                                      | Giulio Lazzarini                        | 11.228                      | 23,28 | Vivere Lucca                       | 8.923  | 21,94 | 7     |
|                                      | Gilberto Bedini                         | 3.104                       | 6,44  | Per Lucca (A)                      | 2.868  | 7,05  | 4     |
|                                      | Francesco Giuntoli                      | 858                         | 1,78  | Comunisti                          | 719    | 1,77  | -     |
|                                      | Frediano Bacci                          | 509                         | 1,06  | Movimento Sociale Fiamma Tricolore | 410    | 1,01  | -     |
|                                      | Alessandro Mazzerelli                   | 338                         | 0,70  | Movimento Autonomista Toscano      | 278    | 0,68  | -     |
| Totale                               | Totale                                  | 48.233                      |       |                                    | 40.667 |       | 40    |

- La lista contrassegnata con la lettera A è apparentata al secondo turno con il candidato sindaco Pietro Fazzi.

Ballottaggio
| Candidati | Candidati               | Voti   | %     |
| --------- | ----------------------- | ------ | ----- |
|           | Pietro Fazzi ✔️ Sindaco | 21.839 | 54,81 |
|           | Antonio Rossetti        | 18.009 | 45,19 |
| Totale    | Totale                  | 39.848 | 100   |

### Massa-Carrara

#### Carrara
| Candidati                       | Candidati                   | Voti                        | %     | Liste                                                          | Voti   | %     | Seggi |
| ------------------------------- | --------------------------- | --------------------------- | ----- | -------------------------------------------------------------- | ------ | ----- | ----- |
|                                 | Lucio Segnanini             | 21.471                      | 56,03 | Democratici di Sinistra                                        | 7.277  | 21,50 | 8     |
| Rifondazione Comunista          | Lucio Segnanini             | 21.471                      | 56,03 | 4.399                                                          | 13,00  | 5     |       |
| Partito Repubblicano Italiano   | Lucio Segnanini             | 21.471                      | 56,03 | 3.940                                                          | 11,64  | 4     |       |
| Partito Popolare Italiano       | Lucio Segnanini             | 21.471                      | 56,03 | 2.321                                                          | 6,86   | 2     |       |
| Socialisti Democratici Italiani | Lucio Segnanini             | 21.471                      | 56,03 | 2.003                                                          | 5,92   | 2     |       |
| Federazione dei Verdi           | Lucio Segnanini             | 21.471                      | 56,03 | 814                                                            | 2,40   | -     |       |
| Rinnovamento Italiano           | Lucio Segnanini             | 21.471                      | 56,03 | 459                                                            | 1,36   | -     |       |
|                                 | Ermanno Biselli             | 8.207                       | 21,42 | Carrara Città del Mondo                                        | 5.241  | 15,48 | 5     |
|                                 | Stefano Beretti             | 5.188                       | 13,54 | Forza Italia                                                   | 2.794  | 8,25  | 2     |
| Alleanza Nazionale              | Stefano Beretti             | 5.188                       | 13,54 | 1.682                                                          | 4,97   | 1     |       |
| Seggio al candidato sindaco     | Seggio al candidato sindaco | Seggio al candidato sindaco | 13,54 | 1                                                              |        |       |       |
|                                 | Anna Maria Pregliasco       | 1.193                       | 3,11  | Centro Cristiano Democratico-Cristiani Democratici Uniti-Altri | 985    | 2,91  | -     |
|                                 | Giorgio Lattanzi            | 1.045                       | 2,73  | Cristiano Democratici per la Repubblica-Altri                  | 968    | 2,86  | -     |
|                                 | Nicola Franzoni             | 681                         | 1,78  | Movimento Sociale Fiamma Tricolore                             | 503    | 1,49  | -     |
|                                 | Luana Bruschi               | 536                         | 1,40  | Lega Nord                                                      | 461    | 1,36  | -     |
| Totale                          | Totale                      | 38.321                      | 100   |                                                                | 33.847 | 100   | 30    |

### Pisa

#### Cascina
| Candidati                                                             | Candidati                   | Voti                        | %     | Liste                   | Voti   | %     | Seggi |
| --------------------------------------------------------------------- | --------------------------- | --------------------------- | ----- | ----------------------- | ------ | ----- | ----- |
|                                                                       | Carlo Cacciamano            | 17.265                      | 78,01 | Democratici di Sinistra | 7.224  | 36,92 | 13    |
| Rifondazione Comunista                                                | Carlo Cacciamano            | 17.265                      | 78,01 | 4.167                   | 21,30  | 7     |       |
| Partito Popolare Italiano                                             | Carlo Cacciamano            | 17.265                      | 78,01 | 2.142                   | 10,95  | 3     |       |
| Sinistra Repubblicana-Socialisti Laburisti                            | Carlo Cacciamano            | 17.265                      | 78,01 | 680                     | 3,48   | 1     |       |
| Federazione dei Verdi                                                 | Carlo Cacciamano            | 17.265                      | 78,01 | 554                     | 2,83   | -     |       |
| Socialisti Democratici Italiani                                       | Carlo Cacciamano            | 17.265                      | 78,01 | 516                     | 2,64   | -     |       |
|                                                                       | Giuseppe Baronti            | 4.866                       | 21,99 | Alleanza Nazionale      | 2.481  | 12,68 | 3     |
| Forza Italia-Centro Cristiano Democratico-Cristiani Democratici Uniti | Giuseppe Baronti            | 4.866                       | 21,99 | 1.803                   | 9,21   | 1     |       |
| Seggio al candidato sindaco                                           | Seggio al candidato sindaco | Seggio al candidato sindaco | 21,99 | 1                       |        |       |       |
| Totale                                                                | Totale                      | 22.131                      | 100   |                         | 19.567 | 100   | 30    |

### Pistoia

#### Pistoia
| Candidati                                         | Candidati                 | Voti   | %     | Liste                                   | Voti   | %     | Seggi |
| ------------------------------------------------- | ------------------------- | ------ | ----- | --------------------------------------- | ------ | ----- | ----- |
|                                                   | Lido Scarpetti ✔️ Sindaco | 26.530 | 54,46 | Democratici di Sinistra                 | 14.104 | 33,19 | 17    |
| Partito Popolare Italiano - Rinnovamento Italiano | Lido Scarpetti ✔️ Sindaco | 26.530 | 54,46 | 3.073                                   | 7,23   | 3     |       |
| SDI - PRI - UD                                    | Lido Scarpetti ✔️ Sindaco | 26.530 | 54,46 | 2.256                                   | 5,31   | 2     |       |
| Federazione dei Verdi                             | Lido Scarpetti ✔️ Sindaco | 26.530 | 54,46 | 2.176                                   | 5,12   | 2     |       |
|                                                   | Umberto Semplici          | 11.258 | 23,11 | Forza Italia - Alleanza Nazionale - CCD | 10.766 | 25,34 | 9     |
|                                                   | Floriano Frosetti         | 5.768  | 11,84 | Partito della Rifondazione Comunista    | 5.443  | 12,81 | 4     |
|                                                   | Eugenio Bonafede          | 2.100  | 4,31  | Cristiani Democratici Uniti             | 2.017  | 4,75  | 1     |
|                                                   | Franco Lorenzi            | 1.782  | 3,66  | Unione dei Cittadini                    | 1.543  | 3,63  | 1     |
|                                                   | Vezio Gai                 | 1.279  | 2,63  | Lega Nord                               | 1.116  | 2,63  | 1     |
| Totale                                            | Totale                    | 48.717 |       |                                         | 42.494 |       | 40    |

#### Quarrata
| Candidati                            | Candidati                   | Voti                        | %     | Liste                                                              | Voti   | %     | Seggi |
| ------------------------------------ | --------------------------- | --------------------------- | ----- | ------------------------------------------------------------------ | ------ | ----- | ----- |
|                                      | Stefano Alberto Marini      | 7.184                       | 53,73 | Democratici di Sinistra                                            | 4.392  | 40,97 | 9     |
| Centro                               | Stefano Alberto Marini      | 7.184                       | 53,73 | 796                                                                | 7,42   | 1     |       |
|                                      | Massimo Raffaello Niccolai  | 3.070                       | 22,96 | Forza Italia-Alleanza Nazionale-Centro Cristiano Democratico-Altri | 2.889  | 26,95 | 6     |
|                                      | Mauro Mari                  | 2.711                       | 20,28 | Lista Civica                                                       | 1.703  | 15,88 | 2     |
| Partito della Rifondazione Comunista | Mauro Mari                  | 2.711                       | 20,28 | 604                                                                | 5,63   | 1     |       |
| Seggio al candidato sindaco          | Seggio al candidato sindaco | Seggio al candidato sindaco | 20,28 | 1                                                                  |        |       |       |
|                                      | Vitaliano Manetti           | 405                         | 3,03  | Lega Nord                                                          | 338    | 3,14  | -     |
| Totale                               | Totale                      | 13.370                      | 100   |                                                                    | 10.721 | 100   | 20    |

## Elezioni del novembre 1998

### Firenze

#### Impruneta
| Candidati                   | Candidati                   | Voti                        | %     | Liste                  | Voti  | %     | Seggi |
| --------------------------- | --------------------------- | --------------------------- | ----- | ---------------------- | ----- | ----- | ----- |
|                             | Maria Capezzuoli Pietri     | 4.865                       | 56,28 | L'Ulivo                | 3.735 | 49,39 | 11    |
| Comunisti Italiani          | Maria Capezzuoli Pietri     | 4.865                       | 56,28 | 672                    | 8,89  | 2     |       |
|                             | Luciano Lepri               | 2.388                       | 27,63 | Forza Italia           | 962   | 12,72 | 2     |
| Alleanza Nazionale          | Luciano Lepri               | 2.388                       | 27,63 | 951                    | 12,57 | 2     |       |
| Seggio al candidato sindaco | Seggio al candidato sindaco | Seggio al candidato sindaco | 27,63 | 1                      |       |       |       |
|                             | Ivan Maddaluni              | 740                         | 8,56  | Rifondazione Comunista | 668   | 8,83  | 1     |
|                             | Costanza Loni Brunori       | 651                         | 7,53  | Federazione dei Verdi  | 575   | 7,60  | 1     |
| Totale                      | Totale                      | 8.644                       | 100   |                        | 7.563 | 100   | 20    |

### Lucca

#### Viareggio
| Candidati                                           | Candidati                   | Voti                        | %     | Liste                           | Voti   | %     | Seggi |
| --------------------------------------------------- | --------------------------- | --------------------------- | ----- | ------------------------------- | ------ | ----- | ----- |
|                                                     | Marco Marcucci              | 16.010                      | 48,90 | Democratici di Sinistra         | 6.104  | 21,22 | 8     |
| Rifondazione Comunista                              | Marco Marcucci              | 16.010                      | 48,90 | 4.135                           | 14,38  | 6     |       |
| Partito Popolare Italiano                           | Marco Marcucci              | 16.010                      | 48,90 | 1.829                           | 6,36   | 2     |       |
| Comunisti Italiani                                  | Marco Marcucci              | 16.010                      | 48,90 | 1.223                           | 4,25   | 1     |       |
| Federazione dei Verdi-Partito Repubblicano Italiano | Marco Marcucci              | 16.010                      | 48,90 | 794                             | 2,76   | 1     |       |
|                                                     | Giovanni Maglione           | 12.218                      | 37,31 | Forza Italia                    | 5.547  | 19,28 | 5     |
| Alleanza Nazionale                                  | Giovanni Maglione           | 12.218                      | 37,31 | 3.921                           | 13,63  | 3     |       |
| Centro Cristiano Democratico                        | Giovanni Maglione           | 12.218                      | 37,31 | 1.525                           | 5,30   | 1     |       |
| Seggio al candidato sindaco                         | Seggio al candidato sindaco | Seggio al candidato sindaco | 37,31 | 1                               |        |       |       |
|                                                     | Alberto Benincasa           | 3.146                       | 9,61  | Vivere Viareggio                | 2.456  | 8,54  | 2     |
|                                                     | Luca Molignoni              | 713                         | 2,18  | Comunisti Comuniste             | 615    | 2,14  | -     |
|                                                     | Graziano Pancetti           | 656                         | 2,00  | Socialisti Democratici Italiani | 616    | 2,14  | -     |
| Totale                                              | Totale                      | 32.743                      | 100   |                                 | 28.765 | 100   | 30    |

### Massa-Carrara

#### Massa
| Candidati                       | Candidati                           | Voti                        | %     | Liste                                | Voti   | %     | Seggi |
| ------------------------------- | ----------------------------------- | --------------------------- | ----- | ------------------------------------ | ------ | ----- | ----- |
|                                 | Roberto Pucci ✔️ Sindaco            | 28.795                      | 68,07 | Partito Popolare Italiano            | 10.471 | 26,85 | 12    |
| Democratici di Sinistra         | Roberto Pucci ✔️ Sindaco            | 28.795                      | 68,07 | 8.810                                | 22,59  | 10    |       |
| Socialisti Democratici Italiani | Roberto Pucci ✔️ Sindaco            | 28.795                      | 68,07 | 2.646                                | 6,78   | 3     |       |
| Partito Repubblicano Italiano   | Roberto Pucci ✔️ Sindaco            | 28.795                      | 68,07 | 2.445                                | 6,27   | 2     |       |
| Partito dei Comunisti Italiani  | Roberto Pucci ✔️ Sindaco            | 28.795                      | 68,07 | 1.737                                | 4,45   | 1     |       |
| Federazione dei Verdi           | Roberto Pucci ✔️ Sindaco            | 28.795                      | 68,07 | 977                                  | 2,51   | 1     |       |
|                                 | Andrea Lazzoni                      | 8.922                       | 21,09 | Forza Italia                         | 4.374  | 11,22 | 4     |
| Alleanza Nazionale              | Andrea Lazzoni                      | 8.922                       | 21,09 | 3.143                                | 8,06   | 3     |       |
| Centro Cristiano Democratico    | Andrea Lazzoni                      | 8.922                       | 21,09 | 413                                  | 1,06   | -     |       |
| Seggio al candidato sindaco     | Seggio al candidato sindaco         | Seggio al candidato sindaco | 21,09 | 1                                    |        |       |       |
|                                 | Sauro Quadrelli                     | 3.118                       | 7,37  | Partito della Rifondazione Comunista | 2.731  | 7,00  | 3     |
|                                 | Gaetano Azzolina                    | 727                         | 1,72  | Associazione Provinciale Pertini     | 646    | 1,66  | -     |
|                                 | Nicola Silvestri                    | 426                         | 1,01  | Azione Sociale                       | 337    | 0,86  | -     |
|                                 | Achille Augusto Capulzini Cremonini | 314                         | 0,74  | Lega Nord                            | 268    | 0,69  | -     |
| Totale                          | Totale                              | 42.302                      |       |                                      | 38.998 |       | 40    |

### Pisa

#### Pisa
| Candidati                       | Candidati                                     | Voti                        | %     | Liste                                | Voti   | %     | Seggi |
| ------------------------------- | --------------------------------------------- | --------------------------- | ----- | ------------------------------------ | ------ | ----- | ----- |
|                                 | Paolo Fontanelli Accede al ballottaggio       | 26.173                      | 48,33 | Democratici di Sinistra              | 13.314 | 27,46 | 14    |
| Partito Popolare Italiano       | Paolo Fontanelli Accede al ballottaggio       | 26.173                      | 48,33 | 2.787                                | 5,75   | 3     |       |
| Federazione dei Verdi           | Paolo Fontanelli Accede al ballottaggio       | 26.173                      | 48,33 | 2.269                                | 4,68   | 2     |       |
| Partito dei Comunisti Italiani  | Paolo Fontanelli Accede al ballottaggio       | 26.173                      | 48,33 | 1.954                                | 4,03   | 2     |       |
| Socialisti Democratici Italiani | Paolo Fontanelli Accede al ballottaggio       | 26.173                      | 48,33 | 1.762                                | 3,63   | 1     |       |
| Lista Persone                   | Paolo Fontanelli Accede al ballottaggio       | 26.173                      | 48,33 | 1.636                                | 3,37   | 1     |       |
| Sinistra Oltre                  | Paolo Fontanelli Accede al ballottaggio       | 26.173                      | 48,33 | 904                                  | 1,86   | 1     |       |
|                                 | Carlo Alberto Dringoli Accede al ballottaggio | 18.636                      | 34,41 | Forza Italia                         | 7.458  | 15,38 | 6     |
| Alleanza Nazionale              | Carlo Alberto Dringoli Accede al ballottaggio | 18.636                      | 34,41 | 7.070                                | 14,58  | 5     |       |
| Centro Cristiano Democratico    | Carlo Alberto Dringoli Accede al ballottaggio | 18.636                      | 34,41 | 995                                  | 2,05   | -     |       |
| Seggio al candidato sindaco     | Seggio al candidato sindaco                   | Seggio al candidato sindaco | 34,41 | 1                                    |        |       |       |
|                                 | Sergio Cortopassi                             | 4.221                       | 7,79  | Lista civica                         | 3.653  | 7,53  | 2     |
|                                 | Maurizio Bini                                 | 4.029                       | 7,44  | Partito della Rifondazione Comunista | 3.687  | 7,60  | 2     |
|                                 | Maria Paola Ajello                            | 602                         | 1,11  | Movimento Sociale Fiamma Tricolore   | 567    | 1,17  | -     |
|                                 | Franco Romagnoli                              | 490                         | 0,90  | Lega Nord                            | 432    | 0,89  | -     |
| Totale                          | Totale                                        | 54.151                      |       |                                      | 48.488 |       | 40    |

Ballottaggio
| Candidati | Candidati                   | Voti   | %     |
| --------- | --------------------------- | ------ | ----- |
|           | Paolo Fontanelli ✔️ Sindaco | 25.672 | 56,63 |
|           | Carlo Alberto Dringoli      | 19.664 | 43,37 |
| Totale    | Totale                      | 45.336 | 100   |